# Gatchaman 2
Gatchaman 2 ( 科学忍者隊ガッチャマンII Kagaku Ninjatai Gatchaman Tsū ? , Science Ninja Team Gatchaman II) è il sequel diretto di Gatchaman, la prima serie animata con questo nome datata 1972. Anche questa prodotta da Tatsunoko Production è stata trasmessa in Italia a partire dal 1983 sull'emittente televisiva privata Italia 1.
Dopo la sconfitta ad opera dei cinque Gatchaman del misterioso avversario Generalissimo X passano alcuni anni, durante i quali egli medita vendetta; riesce a trasformare un giovane in un essere androgino e facendone così il nuovo leader del suo gruppo terroristico denominato Galactor. Saputo ciò, il dottor Nambu e l'organizzazione internazionale per la scienza chiedono ai Gatchaman di tornare al servizio attivo.

## Trama
Due anni dopo la sconfitta dei Galactor e l'apparente morte di Joe, una nave da crociera viene attaccata e distrutta dal misterioso Generalissimo X; egli uccide tutti i passeggeri a bordo tranne un bambino il quale, catturato, viene mutato geneticamente fino ad assumere le sembianze di un essere ermafrodita (X l'aveva scelto proprio perché, nel suo codice genetico, aveva trovato tracce sia maschili che femminili). Col nome di Ghelsadra lo mette poi al comando della sua organizzazione in qualità di nuovo comandante operativo.
Trovatisi così di fronte alla rinascita dei Galactor i Gatchaman vengono richiamati all'azione; un uomo ombroso conosciuto come "il falco" prende il posto di Joe e ne diviene il sostituto. Egli ben presto si rivelerà però esser nient'altro che una spia infiltrata dai Galactor. La lotta in tal modo riprende tra i Gatchaman e i Galactor, più aspra e difficile di prima: subito i riformati Galactor tendono un agguato ai Gatchaman, quasi riuscendo a distruggerli, ma i quattro si salvano per l'intervento di un misterioso personaggio che presto si rivela come Joe, scampato misteriosamente alla morte.
In realtà Joe è stato ricostruito come cyborg da uno scienziato fuoriuscito dai Galactor e che conosce il fine ultimo del Generalissimo X: usare la Terra ed altri pianeti del sistema solare per spostare il Sole dalla sua orbita ed adoperarlo come arma per distruggere un pianeta lontano (Probabilmente era in corso una guerra galattica tra due imperi stellari, la cosa non è mai stata ben chiarita).
Ben presto entra in azione anche la dottoressa Pandra (Pandora nell'edizione originale), un'astrofisica dell'ISO, che in realtà è la madre di Ghelsadra, sopravvissuta alla distruzione della nave. Le due s'incontrano varie volte e alla fine Ghelsadra riconosce la madre, che però viene uccisa dal Generalissimo X.
A questo punto i giochi sono fatti: Ghelsadra, scoperta la verità sul proprio passato, si ribella ed aiuta i Gatchaman a sventare i piani dell'alieno. In più, li accompagna alla base segreta dove finalmente si vede la vera forma del Generalissimo X: un gigantesco computer che nasconde dentro di sé un essere in parte biologico ed in parte elettronico.
Grazie poi al sacrificio dello stesso Ghelsadra, che svela il punto debole del Generalissimo, i Gatchaman riescono finalmente a sconfiggere il terribile nemico.

## Personaggi
Ken
Doppiato da: Katsuji Mori
Joe
Doppiato da: Isao Sasaki. Ricompare nel terzo episodio, miracolosamente sopravvissuto alle ferite riportate nel combattimento finale della prima serie. Ricongiunto così alla squadra si viene a sapere che Joe è stato salvato proprio da uno scienziato dei Galactor, ed è stato oggetto di vari potenziamenti cibernetici:
Jun
Doppiato da: Kazuko Sugiyama
Jinpei
Doppiato da: Yoku Shioya
Ryu
Doppiato da: Shingo Kanemoto
Dr.Nambu
Doppiato da: Toru Ohira
Dr.Pandora
Doppiato da: Miyuki Ueda. Una donna scienziato che ha perduto il marito e la figlia nel disastro della nave crociera.
Marstora
Doppiato da: Osamu Ichikawa
Dr.Rafael
Doppiato da: Koichi Chiba
Gel Sadra
Doppiatore: Masaru Ikeda. Pur col suo nuovo aspetto adulto, non è immune dal comportarsi in maniera immatura o nel fare capricci infantili. Si tratta in realtà del figlio di Pandora, Sammie. Nella prima versione italiana, si preferì identificarlo con una femmina.
Generalissimo X
Doppiato da: Nobuo Tanaka. Stesso nemico della prima serie di Gatchaman, aveva lasciato la Terra per investigare sulla scomparsa del pianete Selectol, sua probabile patria. In questa serie ritorna con lo scopo di spostare il Sole ed usarlo come "proiettile" per distruggere un non ben identificato "Trattato" stellare che lui dichiara di non voler riconoscere. Questo rafforza la teoria, mai confermata nelle serie ma sviluppata dagli spettatori, che fosse in corso una guerra tra imperi galattici culminata con la sconfitta di Selectol, sconfitta che il Generalissimo intende vendicare.
Hawk Getz
Doppiatore: Masato Ibu
Pimer
Doppiatore: You Inoue
Anderson
Doppiato da: Teiji Ōmiya
Narratore
Doppiato da: Shusei Nakamura

## Episodi
| Nº | Titolo italiano Giapponese 「Kanji」 - Rōmaji                                       | In onda           | In onda |
| Nº | Titolo italiano Giapponese 「Kanji」 - Rōmaji                                       | Giapponese        |         |
| 1  | Contrattacco del Generalissimo 「総裁Xの逆襲」 - Sōsai X no gyakushū                | 1º ottobre 1978   |         |
| 2  | La piuma misteriosa 「謎の 羽根手裏剣」 - Nazo no hane shuriken                     | 8 ottobre 1978    |         |
| 3  | I Cavalieri Neri 「地獄の ブラックナイツ」 - Jigoku no burakkunaitsu                | 15 ottobre 1978   |         |
| 4  | Il ritorno di Joe 「かえって来た ジョー!?」 - Kaette kita jō!?                      | 22 ottobre 1978   |         |
| 5  | I misteriosi Ominidi 「謎の 原人大襲来」 - Nazo no genjin dai shūrai                | 29 ottobre 1978   |         |
| 6  | Il potere della piramide 「衝撃の ピラミッドパワー」 - Shōgeki no piramiddopawa     | 5 novembre 1978   |         |
| 7  | La pianta spaziale 「恐怖の ミュータント作戦」 - Kyōfu no myūtanto sakusen          | 12 novembre 1978  |         |
| 8  | Missile Cigno 「月世界の火の鳥」 - Tsukisekai no hinotori                           | 19 novembre 1978  |         |
| 9  | La tigre del mare 「滅亡の ベルクカッツェ」 - Metsubō no berukukattsue              | 26 novembre 1978  |         |
| 10 | Tempesta di neve all’equatore 「赤道の雪嵐」 - Sekidō no yuki arashi                | 3 dicembre 1978   |         |
| 11 | Un esercito di Corvi Neri 「争奪! ハイプルニウム600」 - Sōdatsu! haipuruniumu 600   | 10 dicembre 1978  |         |
| 12 | Il segreto del Dott. Raphael 「Dr.ラッフェルの 秘密」 - Dr. rafferu no himitsu      | 17 dicembre 1978  |         |
| 13 | Un amore per Joe 「青春のG2号」 - Seishun no G2 gō                                  | 24 dicembre 1978  |         |
| 14 | Impulso Rosso 「宇宙の レッドインパルス」 - Uchū no reddoinparusu                   | 7 gennaio 1979    |         |
| 15 | Ryu dal cuore puro 「純情のG5号」 - Junjō no G5 gō                                  | 14 gennaio 1979   |         |
| 16 | Il delirio di Joe 「空白のジョー」 - Kūhaku no jō                                   | 21 gennaio 1979   |         |
| 17 | La teoria del Diavolo 「悪魔の方程式」 - Akuma no hōteishiki                        | 28 gennaio 1979   |         |
| 18 | Una ragazza abbandonata 「宇宙船応答せず」 - Uchūsen ōtō sezu                       | 4 febbraio 1979   |         |
| 19 | Trappola nello spazio 「異次元空間の ワナ」 - Ijigenkūkan no wana                   | 11 febbraio 1979  |         |
| 20 | Crisi a Città G 「Gタウン 危機一髪」 - G taun kikiippatsu                           | 18 febbraio 1979  |         |
| 21 | Un compagno di scuola 「青春の 折れた翼」 - Seishun no ore ta tsubasa               | 25 febbraio 1979  |         |
| 22 | Un terribile disastro 「謎の ストーンヘンジ」 - Nazo no sutōnhenji                  | 4 marzo 1979      |         |
| 23 | Il migliore amico dell’uomo 「北極に 消えた愛」 - Hokkyoku ni kie ta ai             | 11 marzo 1979     |         |
| 24 | Il segreto di Joe 「疑惑のG2号」 - Giwaku no G2 gō                                  | 18 marzo 1979     |         |
| 25 | Ulf, l’amico bionico 「悲しみの サイボーグ」 - Kanashimi no saibōgu                 | 25 marzo 1979     |         |
| 26 | Chi è il Dott. Pandra? 「謎の秘書 パンドラ」 - Nazo no hisho pandora                | 1º aprile 1979    |         |
| 27 | Il Dott. Nambu 「南部博士死す!」 - Nanbu hakase shisu!                              | 8 aprile 1979     |         |
| 28 | La piuma dell’amore 「愛を奪った 羽根手裏剣」 - Ai wo ubatta hane shuriken          | 15 aprile 1979    |         |
| 29 | Base segreta Himalaya 「生か死か! 魔の北壁」 - Ika shi ka! ma no hokuheki           | 22 aprile 1979    |         |
| 30 | Ryu torna a casa 「故郷に帰った竜」 - Kokyō ni kaetta ryū                           | 29 aprile 1979    |         |
| 31 | L’aquila 「撃墜された 大鷲」 - Gekitsui sareta dai washi                            | 6 maggio 1979     |         |
| 32 | Sulle Ande 「G1号アンデスの愛」 - G1 gō andesu no ai                                | 13 maggio 1979    |         |
| 33 | Terremoto artificiale 「怒りのG1号」 - Ikari no G1 gō                               | 20 maggio 1979    |         |
| 34 | Rio delle Amazzoni 「アマゾンの鉄魔獣」 - Amazon no tetsu majū                      | 27 maggio 1979    |         |
| 35 | L’eredità del Capitano Ratse 「ベルクカッツェの遺産」 - Berukukattsue no isan       | 3 giugno 1979     |         |
| 36 | Città sotterranea 「悲しみの地底都市」 - Kanashimi no chitei toshi                  | 10 giugno 1979    |         |
| 37 | Ali d’acciaio 「燃えろ!はがねの翼」 - Moe ro! haganeno tsubasa                      | 17 giugno 1979    |         |
| 38 | L’isola del Drago 「電磁メカ鉄魔竜」 - Denji meka tetsu ma ryū                      | 24 giugno 1979    |         |
| 39 | Joe il Condor e la Rosa Rossa 「虹のコンドル」 - Niji no kondoru                    | 1º luglio 1979    |         |
| 40 | Generalissimo X in azione 「激闘!魔のアニマル作戦」 - Gekitō! ma no animaru sakusen | 8 luglio 1979     |         |
| 41 | Gatchaman contro Gelsandra 「ガッチャマン対ゲルサドラ」 - Gacchaman tsui gerusadora | 15 luglio 1979    |         |
| 42 | Osservatorio astronomico 「やみに動く天文台」 - Yamini ugoku tenmondai              | 22 luglio 1979    |         |
| 43 | Invasione da Marte 「火星からのインベーダー」 - Kasei karano inbeda                 | 29 luglio 1979    |         |
| 44 | La sfida dei Gatchaman 「たたけ!邪悪の火星基地」 - Tatake! jaaku no kasei kichi     | 5 agosto 1979     |         |
| 45 | Un piano malvagio 「魔のソーラーシフト計画」 - Ma no sōrashifuto keikaku            | 12 agosto 1979    |         |
| 46 | Il segreto di Ken 「あばかれたガッチャマン」 - Abakareta gacchaman                  | 19 agosto 1979    |         |
| 47 | Uccello di fuoco 「必殺!二羽の火の鳥」 - Hissatsu! niwa no hinotori                 | 26 agosto 1979    |         |
| 48 | La grande onda 「史上最大の津波」 - Shijōsaidai no tsunami                          | 2 settembre 1979  |         |
| 49 | La fine di Condor 「燃えよ!コンドル」 - Moe yo! kondoru                             | 9 settembre 1979  |         |
| 50 | La madre di Gelsandra 「なぞ!なぞ?ゲルサドラの母」 - Nazo! nazo? gerusadora no haha | 16 settembre 1979 |         |
| 51 | Gelsadra in lacrime 「悲しみのゲルサドラ」 - Kanashimi no gerusadora                | 23 settembre 1979 |         |
| 52 | La fine del Generalissimo X 「総裁Xの滅亡」 - Sōsai X no metsubō                    | 30 settembre 1979 |         |